# 克里斯蒂安·弗雷德里克·冯·沙尔堡
克里斯蒂安·弗雷德里克·冯·沙尔堡（Christian Frederik von Schalburg，1906年4月15日—1942年6月2日）是一位丹麦陆军军官、丹麦自由军团第二任指挥官，也是苏联/德国/英国三重间谍维拉·沙尔堡（Vera Schalburg）的哥哥。
1942年5月8日，沙尔堡乘Ju 52運輸機与部分麾下官兵來到傑米揚斯克包圍戰戰場。
1942年6月2日，沙尔堡发动了丹麦自由军团的首次进攻行动。为监督战事进展，他來到前线，但踩上了地雷，瞬间被一枚蘇聯炮弹壳的破片击杀。接着，下属们为抢救回长官的尸体而冒险，最后导致一人伤亡，抢回的尸体的一条腿在髋关节处被扯掉，还有一只脚不见了。